# Eurofest 2006
La terza edizione di Eurofest è stata organizzata dall'emittente radiotelevisiva bielorussa BTRC per selezionare il rappresentante nazionale all'Eurovision Song Contest 2006 ad Atene.
La vincitrice è stata Palina Smolava con Mama.

## Organizzazione
Dopo il debutto nel 2004, l'emittente bielorussa Belaruskaja Tele-Radio Campanija (BTRC) ha confermato la partecipazione all'Eurovision 2006 confermando successivamente l'organizzazione di una selezione nazionale per selezionare il suo rappresentante televisivo.
Il festival è stato articolato in una semifinale da 15 partecipanti e una finale, alla quale si sono qualificati i primi 3 classificati della semifinale. I finalisti sono stati decretati esclusivamente dal televoto, mentre nella finale è stata una giuria di qualità a determinare il vincitore.

## Partecipanti e risultati
BTRC ha aperto la possibilità di inviare proposte per la competizione, le canzoni potevano essere eseguite in qualsiasi lingua. Delle canzoni ricevute una giuria ha selezionato i 15 finalisti per la semifinale televisiva del 10 febbraio 2006.

### Semifinale
La semifinale si è tenuta il 25 dicembre 2004 presso il Palazzo della Repubblica di Minsk, condotta da Dzjanis Kur'jan. Durante la semifinale il televoto ha selezionato i tre artisti che accederanno alla fase finale.
| #  | Artista                              | Titolo                    | Punteggio | Posizione |
| -- | ------------------------------------ | ------------------------- | --------- | --------- |
| 1  | Prima-Vera                           | I Can See the Rising Sun  | 271       | 12        |
| 2  | Dali                                 | Europe's Heart's Groove   | 334       | 10        |
| 3  | Janet                                | Mysterious Logic          | 538       | 7         |
| 4  | Alena Hryšanava                      | You Can't Stop This Dance | 2.839     | 2         |
| 5  | Gosia Andrzejewicz                   | Dangerous Game            | 218       | 14        |
| 6  | Aljaksandra Hajduk                   | An A-Class Face           | 112       | 15        |
| 7  | Ljavony                              | Come Back                 | 2.597     | 3         |
| 8  | Tyana                                | You Never Know            | 290       | 11        |
| 9  | Dzmitryj Kaldun                      | May Be                    | 431       | 8         |
| 10 | Gunesh                               | Connect the Hearts        | 1.973     | 4         |
| 11 | Lёša Koduš                           | Baby-sitter               | 390       | 9         |
| 12 | Iryna Darafeeva                      | Vyšita soročka            | 784       | 5         |
| 13 | Litesound                            | My Faith                  | 740       | 6         |
| 14 | Ruslan Musvidas & Svjatlana Vežnavec | Proč s glaz               | 257       | 13        |
| 15 | Palina Smolava                       | Mama                      | 3.816     | 1         |

### Finale
La finale si è tenuta il 27 febbraio 2006 presso i BTRC TV Studios di Minsk, dove una giuria di qualità ha valutato i finalisti.
La giuria ha dichiarato Palina Smolava vincitrice della selezione.
| # | Artista         | Titolo                    |
| - | --------------- | ------------------------- |
| 1 | Alena Hryšanava | You Can't Stop This Dance |
| 2 | Ljavony         | Come Back                 |
| 3 | Palina Smolava  | Mama                      |

## All'Eurovision Song Contest

### Verso l'evento
Palina Smolava, subito dopo la vittoria ha modificato e rivisitato il suo brano per il concorso, e che la versione finale del brano sarebbe stata Mum.
Poiché non si è posizionata tra i primi dieci paesi nell'edizione precedente, la Bielorussia ha dovuto competere nella semifinale del concorso, tenutosi il 18 maggio 2006.
Con la decisione dell'ordine di esibizione della semifinale, la nazione è stata posta al 5º posto, dopo l'andorrana Jenny e prima dell'albanese Luiz Ejlli.

### Performance
Le prove generali si sono tenute il 14 maggio, seguite dalle prove costume il 16 maggio.
La Bielorussia si è esibita 5ª nella semifinale, classificandosi 22ª con 10 punti, non riuscendo a qualificarsi per la serata finale.

### Giuria e commentatori
L'evento è stato trasmesso, sui canale televisivo BT, con il commento di Dzjanis Dudzinski.
La portavoce dei voti in finale è stata Corriana.

### Voto

#### Punti assegnati alla Bielorussia
| 12 | 10 | 8          | 7 | 6         |
| -- | -- | ---------- | - | --------- |
|    |    |            |   | - Russia  |
| 5  | 4  | 3          | 2 | 1         |
|    |    | - Moldavia |   | - Ucraina |

#### Punti assegnati dalla Bielorussia
| Punti | Stato                |
| ----- | -------------------- |
| 12    | Russia               |
| 10    | Ucraina              |
| 8     | Finlandia            |
| 7     | Armenia              |
| 6     | Lituania             |
| 5     | Svezia               |
| 4     | Polonia              |
| 3     | Bosnia ed Erzegovina |
| 2     | Slovenia             |
| 1     | Cipro                |

| Punti | Stato                |
| ----- | -------------------- |
| 12    | Russia               |
| 10    | Ucraina              |
| 8     | Armenia              |
| 7     | Finlandia            |
| 6     | Lituania             |
| 5     | Svezia               |
| 4     | Bosnia ed Erzegovina |
| 3     | Romania              |
| 2     | Grecia               |
| 1     | Norvegia             |